# Вазописец Пэрриша
Вазописец Пэрриша (нем. Parrish-Maler, англ. Parrish Painter) — анонимный греческий вазописец, работал в Капуе в IV веке до н. э. в краснофигурной технике. Известен своей мастерской кампанской вазописи.
Одна из шейных амфор вазописца Пэрриша ныне хранится в Бостонском музее, в Британском музее экспонируется колоколовидный кратер его работы. Известны также несколько лекифов с изображениями сатиров, приписываемые авторству мастеров школы вазописца Пэрриша. Эти вазы датированы периодом около 350—340 годов до н. э.